# Yuki Koyanagi
Cette page contient des caractères spéciaux ou non latins. S’ils s’affichent mal (▯, ?, etc.), consultez la page d’aide Unicode.
Yuki Koyanagi (小柳ゆき, Koyanagi Yuki, née le 26 janvier 1982 à Saitama au Japon) est une chanteuse de J-pop et RnB. Elle sort à 17 ans en septembre 1999 son premier single, Anata no kisu o kazoemashô - You Were Mine, un succès, confirmé par son second album EXPANSION vendu à plus d'un million d'exemplaires en 2000. Elle sort aussi plusieurs mini-albums de reprises de titres en anglais, qu'elle interprète phonétiquement. Après une baisse de ses ventes et un retrait de deux ans, elle revient avec un nouvel album en mars 2007, sans grand succès. Elle sort anonymement un single sous le nom Yuki K début 2008, chez Universal Music, avec deux reprises d'Amy Winehouse et Beyonce, mais reste avec sa maison de disques habituelle, Warner Music Japan, avec qui elle sort un nouveau single fin 2008.

## Discographie

### Albums
- FREEDOM  (1999/11/25)
- EXPANSION  (2000/8/23)
- my all…  (2001/5/30)
- intimacy  (2002/4/24)
- buddy  (2002/8/21)
- Type  (2003/9/25)
- I'll Be Travelin' Home  (2004/11/24)
- Sunrise  (2007/3/21)
- SPHERE (2020/7/1)

Reprises
- Koyanagi the Covers PRODUCT 1  (2000/5/24)
- KOYANAGI the DISCO  (2003/3/26)
- KOYANAGI the COVERS PRODUCT 2  (2003/9/25)

Live & Compilations
- Koyanagi the Live in Japan 2000  (2001/2/28) - 2 discs
- KOYANAGI the BALLADS 1999～2001  (2001/11/28)  - 2 discs
- KOYANAGI THE LIVE IN JAPAN 2001－2002  (2002/11/27) - 4 discs
- Acoustic Concert At Orchard Hall  (2003/11/12) - 2 discs
- MY ALL ＜YUKI KOYANAGI SINGLES 1999－2003＞  (2004/1/28) - CD+DVD
- The Best Now&Then ～10th Anniversary～  (2010/2/24) - 2 discs

### Singles
- Anata no kisu o kazoemashô - You Were Mine  (あなたのキスを数えましょう ～You were mine～)   (1999/9/15)
- fairyland (trans@k feat. 小柳ゆき)  (1999/10/27)
- Anata no Kisu o Kazoemashou Opus II (with trans@k)  (あなたのキスを数えましょう op.II)   (2000/1/26)
- Aijou  (愛情)   (2000/4/12)
- be alive  (2000/7/26)
- Koyanagi the Christmas  (2000/11/15)
- DEEP DEEP  (2001/4/25)
- beautiful world  (2001/4/25)
- my all…  (2001/6/13)
- remain～Kokoro no Kagi  (remain～心の鍵～)   (2001/11/21)
- HIT ON  (2002/2/14)
- Endless  (2002/7/10)
- Lovin' you  (2002/10/17)
- ON THE RADIO  (2003/3/5)
- Koi no Fugue / Aitai  (恋のフーガ／会いたい )   (2003/8/6)
- Love Knot - Ai no Kizuna  (Love knot～愛の絆～ )   (2004/1/28)
- Crystal Days  (2004/11/24)
- Saigo ni Kiwoku wo Keshite  (最後に記憶を消して )   (2005/4/27)
- Fair Wind  (2006/5/10)
- Chikai  (誓い )   (2006/10/11)
- we can go anywhere  (2008/10/15)

en tant que Yuki K
- Rehab -女神たちの休息 / Listen (2008/02/20)

### Video / DVD
- KOYANAGI THE MOVIES PRODUCT 1 (2000/09/27)
- KOYANAGI THE BUDOKAN KOYANAGI THE LIVE IN JAPAN 2000 (2001/07/11)
- KOYANAGI THE MOVIES PRODUCT 2 (2001/09/05)

## Liens
- (ja) Koyanagi Yuki - Site officiel
- (ja) Yuki K - Site officiel